# Sebastian Klaas
Sebastian Klaas (* 30. Juni 1998 in Ibbenbüren) ist ein deutscher Fußballspieler, der beim SC Paderborn unter Vertrag steht.

## Karriere
Klaas spielte in seiner Jugend für den BSV Brochterbeck, die Ibbenbürener Spvg und den VfL Osnabrück. Bereits in seiner letzten Saison in der A-Jugend hatte er seinen ersten Einsatz im Profifußball, als er im Drittligaspiel gegen den FSV Zwickau in der 84. Minute eingewechselt wurde. Ab Juli 2017 war er Mitglied des Profikaders. Sein erstes Tor gelang ihm im Dezember 2017 beim 2:2 gegen die Reserve von Werder Bremen.
Im Sommer 2022 wechselte Klaas in die 2. Bundesliga zum SC Paderborn 07. Aufgrund eines Kreuzbandrisses, den er sich im Testspiel gegen den SC Verl zuzog, verpasste er die erste Hälfte der Saison.

## Erfolge
VfL Osnabrück
- Meister der 3. Liga und Aufstieg in die 2. Bundesliga: 2019